# Бразилска червено-бяла тарантула
Бразилската червено-бяла тарантула (Nhandu chromatus) е вид тарантула разпространена в Бразилия.

## Описание
Това са големи тарантули с разкрач от около 15-17 cm. Отличителното при тях са белите райета по краката, от бежово до сиво в областта на главогръдa и червеникави косъмчета зад него.
Тези видове се хранят с мухи, дребни щурци и други малки насекоми. Напълно развитата Бразилска червено-бяла тарантула достига размери до около 18-20 cm.

## Разпространение и местообитание
Бразилскaта червено-бяла тарантула е разпространена в тропическите гори и саваните на Бразилия и Парагвай. Предпочита места с влажност на въздуха около 75-80%.